# The Dixie Flyer

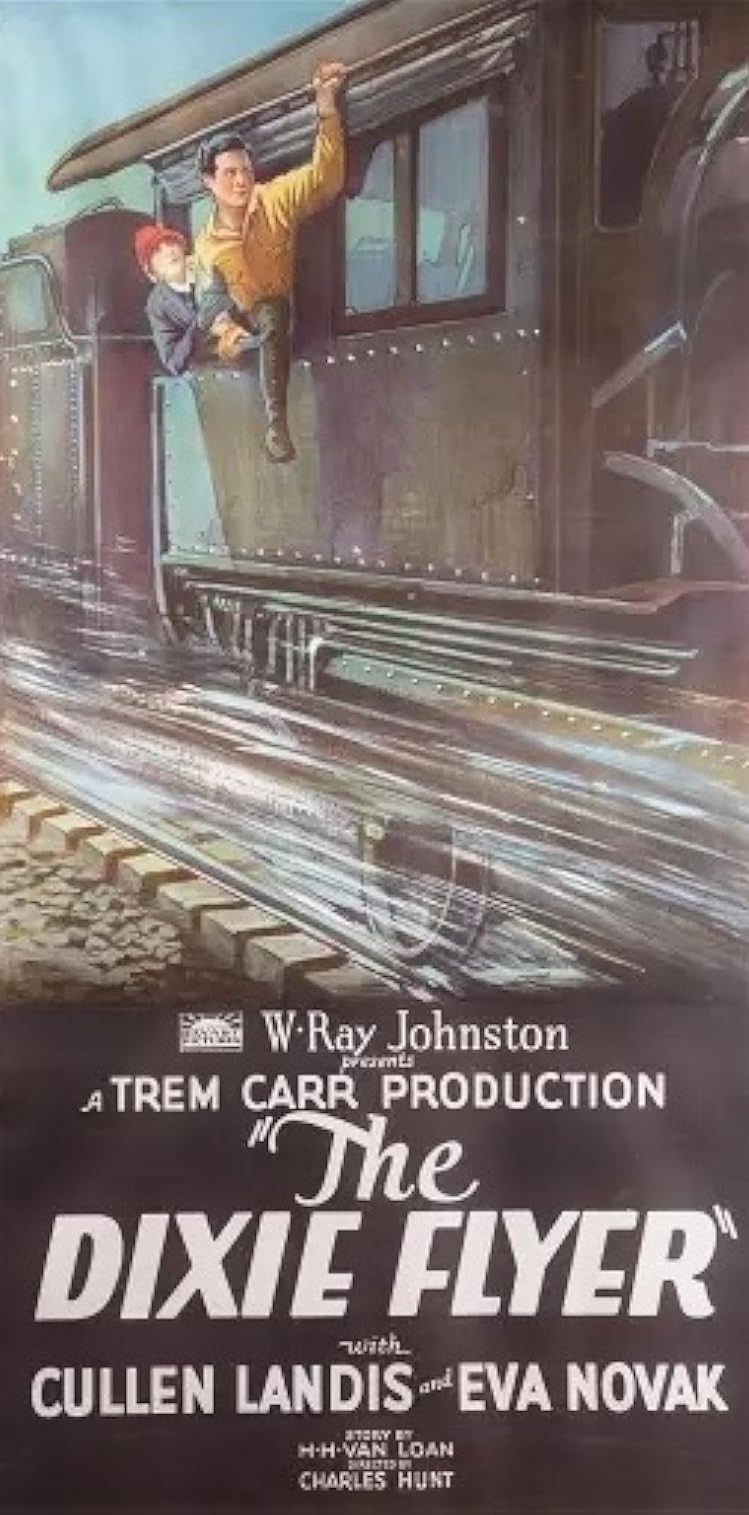
Affiche du film.

The Dixie Flyer est un film américain réalisé par Charles J. Hunt, sorti en 1926.

## Synopsis
Rose Rapley, fille du président d'une compagnie ferroviaire, se fait passer pour une opératrice télégraphique afin de traquer un saboteur. Lorsqu'elle découvre un complot qui non seulement détruirait la nouvelle ligne secondaire du chemin de fer, mais condamnerait également l'homme qu'elle aime, le contremaître Sunrise Smith, Rose passe à l'action.

## Fiche technique
- Réalisation : Charles J. Hunt
- Scénario : H. H. Van Loan
- Producteur : Trem Carr
- Photographie : William H. Tuers, Joseph Walker
- Production : Trem Carr Pictures
- Distributeur : Rayart Pictures
- Durée : 60 minutes
- Date de sortie : 29 juillet 1926

## Distribution
- Cullen Landis : 'Sunrise' Smith
- Eva Novak : Rose Rapley / Rose Jones
- Ferdinand Munier : Président John J. Rapley
- John Elliott : Vice-président Arthur Bedford
- Art Rowlands : Tom Bedford
- Pat Harmon : Chef Clerk J. K. Burke
- Frank Davis : Mike Clancy
- Mary Gordon : Mrs. Clancy